# Полски ясен
Полският ясен (Fraxinus angustifolia) е средно голямо широколистно дърво от семейство Маслинови, обикновено достигащо до 20 – 30 m височина, с диаметър на ствола до 1,5 m. Естествената му зона на разпространение обхваща Европа, Северна Африка, Близкият изток и западната част на Азия. В България се среща из лонгозните гори по поречието на Камчия, в резерватите на Дуранкулашкото езеро и Природен парк „Златни пясъци“, по поречието на Марица, Дунав, Тунджа и др.
Листата му са светлозелени, с дължина около 25 cm и се състоят от 5 – 13 на брой листенца, които са доста по-тесни от тези на другите представители на рода. Цъфти от началото на май.

## Галерия
- Кора
- Лист
- Цъфтеж
- Крилатки